# Клопотання
Клопота́ння, зая́ва — звернення громадян із проханням про сприяння реалізації закріплених Конституцією та чинним законодавством їх прав та інтересів або повідомлення про порушення чинного законодавства чи недоліки в діяльності підприємств, установ, організацій незалежно від форм власності, народних депутатів України, депутатів місцевих рад, посадових осіб, а також висловлення думки щодо поліпшення їх діяльності.
Клопотання — письмове звернення з проханням про визнання за особою відповідного статусу, прав чи свобод тощо.
Клопотання — офіційне прохання про здійснення процесуальних дій чи прийняття рішень, звернене до органів досудового розслідування, слідчого, прокурора чи суду. Може бути як усним, так і письмовим. Також клопотання може здійснюватись прокурором до судді.